# 尉詡
尉诩，他的名字触犯了魏孝明帝元诩的名讳，所以《魏书》中写作尉羽，《北史》中写作尉翊，代郡（今山西省大同市）人，北魏官员，尉元之子。

## 生平
尉诩是最初担任秘书中散、驾部令。转任主客给事，被加授通直散骑常侍，代理殿中尚书，兼任侍中。太和十七年（493年），他的父亲尉元去世，尉诩离职服丧。服丧期满后，他官复原职，继承爵位山阳郡开国公，被加授平南将军。魏孝文帝亲自考察百官时，认为尉诩工作懈怠，于是将他从代理尚书、通直散骑常侍降为长兼常侍，还剥夺了他一期的俸禄。北魏迁都洛阳后，由于山阳郡位于京畿地区，他的爵位被改封为博陵郡开国公。后来，尉诩担任征虏将军、恒州刺史。他去世后，被追赠征虏将军、恒州刺史，谥号顺。。

## 子女
- 尉景兴（？—504年），尉诩的继承人，被追赠兖州刺史。他没有儿子，其弟尉景儁继承了爵位
- 尉景儁，在兄长去世后，继承爵位，担任员外散骑常侍。延昌年间，因国吏死亡之事被治罪，遭受杖刑，爵位被降封为深泽县开国公